# 리듬파워 빵오리
《리듬파워 빵오리》(Breadwinners)는 니켈로디언에서 방송되는 미국의 텔레비전 애니메이션이다.